# Dalibor Radujko
Dalibor Radujko, slovenski nogometaš, * 17. junij 1985, Koper.
Radujko je nekdanji profesionalni nogometaš, ki je igral na položaju vezista. V svoji karieri je igral za slovenske klube Koper, Portorož Piran, Olimpijo in Rudar Velenje, italijanske Monopoli, Vigontino San Paolo, Kras Repen in Cjarlins Muzane ter švicarski SC Kriens. Skupno je v prvi slovenski ligi odigral 230 tekem in dosegel 32 golov.